# Jacopo Chimenti

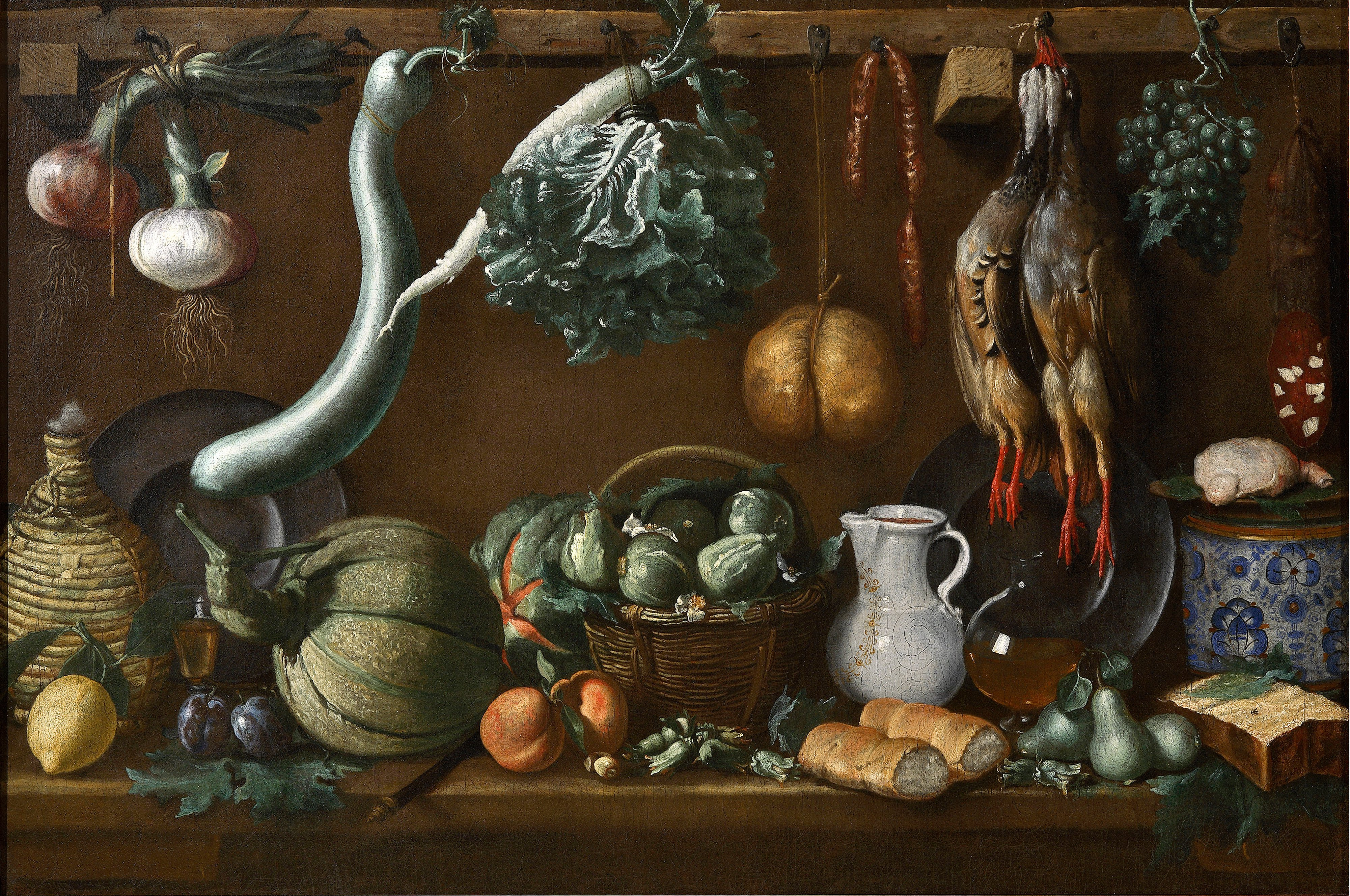
Stilleven, ca. 1625, Poesjkinmuseum, Moskou

Jacopo Chimenti ook Jacopo da Empoli (Florence, 30 april 1551 – aldaar, 30 september 1640) was een Italiaanse kunstschilder en tekenaar, die actief was van het vierde kwart van de 16e eeuw tot een groot deel van de eerste helft van de 17e. Hij was een toonaangevend schilder van wat de hervormingsbeweging van de Italiaanse maniëristische stijl genoemd wordt. Zijn alternatieve naam ‘da Empoli’ is afgeleid van de geboorteplaats van zijn vader.
De enige opleiding die gedocumenteerd is, was bij Maso da San Friano in Florence, maar hij zou mogelijk ook gewerkt hebben in het atelier van Giorgio Vasari. Chimenti maakte deel uit van de hervormingsbeweging die men de Contra-Maniera of de vroege barok noemt. Andere belangrijke schilders die deel uit maakten van deze beweging waren Santi di Tito en Alessandro Tiarini

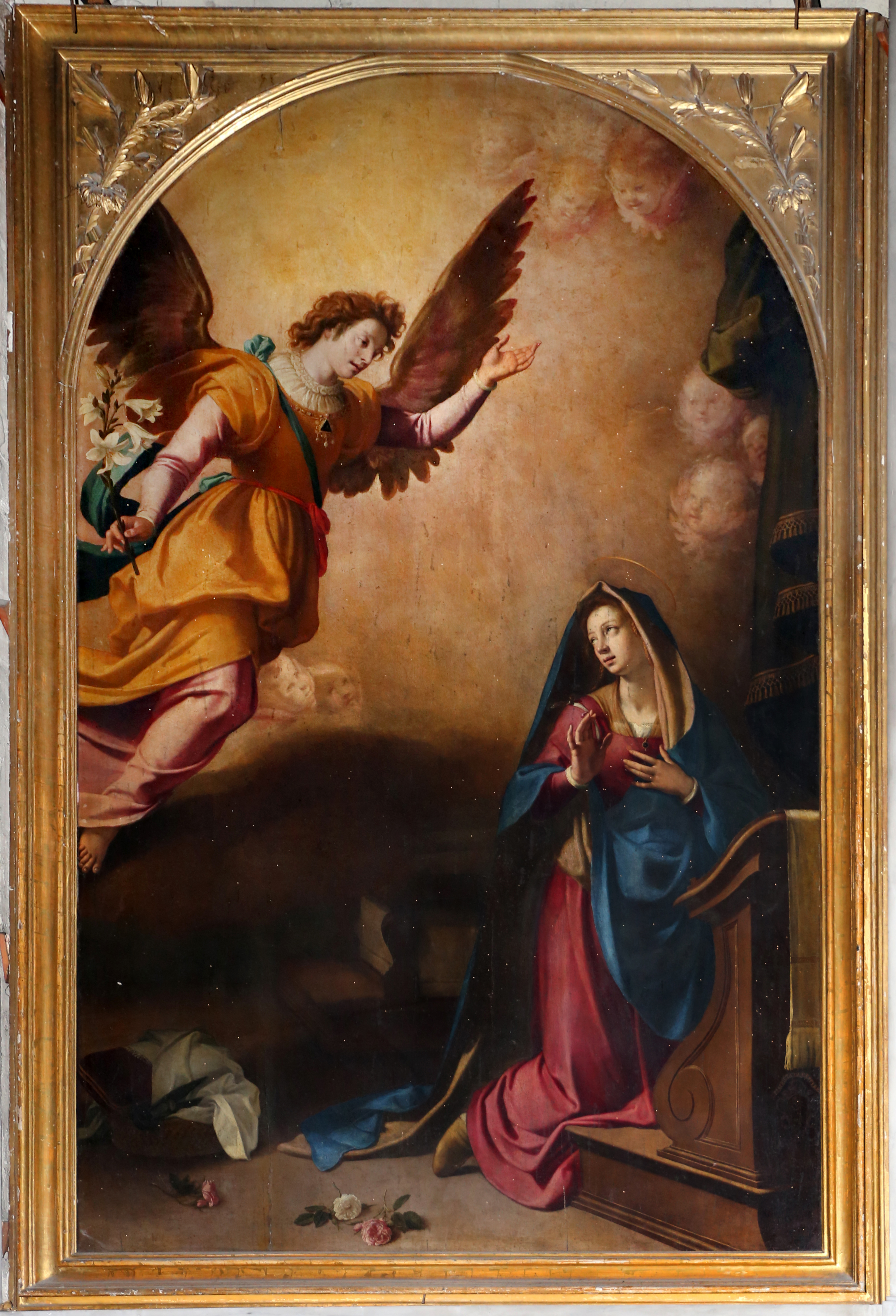
Annunciatie, Domkerk Santi Jacopo e Filippe, Pontedera

Chimenti bestudeerde de werken van maniëristische schilders zoals Andrea del Sarto, Fra Bartolomeo, Jacopo Pontormo en in het bijzonder Agnolo Bronzino. Hij begon te schilderen onder de invloed van deze Florentijnse maniëristen maar nam uiteindelijk meer en meer de Venetiaanse stijl van schilders zoals Lodovico Cardi over, die werkten in een vroege barokstijl.
Jacopo schilderde voornamelijk religieuze werken voor de kerken van Florence, Toscane en Venetië maar ook een aantal stillevens. Opdrachten voor dit soort werken kreeg hij van de Medici’s en zijn stillevens waren vrij populair, hoewel dat soort werk in die periode in Florence meestal niet hoog in aanzien stond.
Felice Ficherelli en Virgilio Zaballi waren leerlingen van deze meester.